# 諾魯國際機場

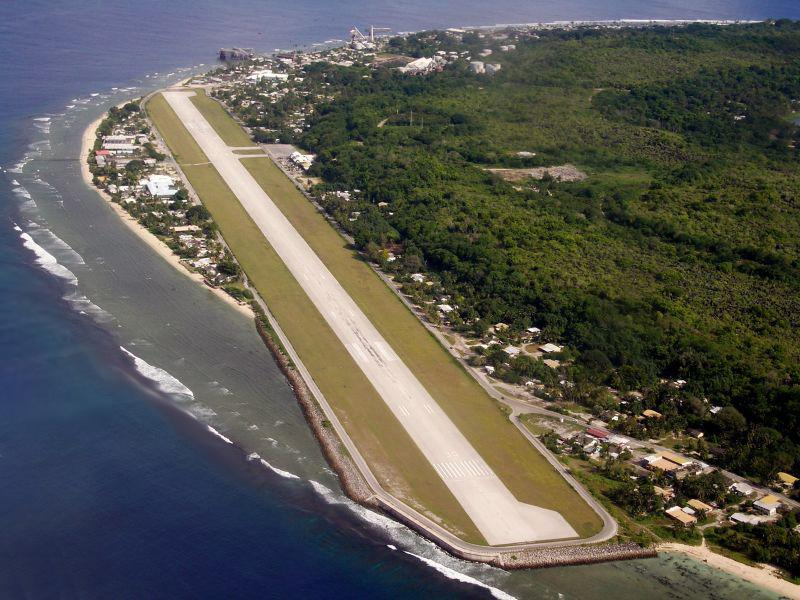
機場全景

諾魯國際機場（英語：Nauru International Airport）是太平洋島國諾魯唯一的國際機場。

## 地理位置
諾魯國際機場位於亞倫市區，於政府建築物群（包括警署、學校）的北面。其之前的ICAO代碼是ANAU。

## 基地航空公司
諾魯國際機場也是諾魯的國營航空公司–諾魯航空的基地。Our Airline曾先後以澳洲布里斯班及所羅門群島的霍尼亞拉作為基地，及後才基地轉移至諾魯。

## 航線及目的地
客運
| 航空公司       | 目的地                               |
| -------------- | ------------------------------------ |
| 諾魯航空（ON） | 布里斯本、楚克、馬久羅、納迪、塔拉瓦 |

貨運
| 航空公司       | 目的地   |
| -------------- | -------- |
| 太平洋航空快遞 | 布里斯本 |

## 其他
諾魯國際機場只設有一個泊位，加上跑道長度亦較短，因此廣體客機難以降落。
目前每周运行多个往返周边国家的航班。

## 外部連結
- 瑙鲁航空 （页面存档备份，存于）